# Chrysodema claudinae
Chrysodema claudinae es una especie de escarabajo del género Chrysodema, familia Buprestidae. Fue descrita científicamente por Lander en 2000.